# 해인사 나들목
해인사 나들목(Haeinsa IC)은 경상남도 합천군 야로면 금평리와 청계리에 걸쳐 설치된 광주대구고속도로의 24번 교차로이다. 나들목 진출입로 및 요금소는 야로면 하빈리, 야로리와 접하고 있으며, 인근에 해인사가 위치해 있다. 명칭이 명칭인 만큼 현재 합천군 소재의 유일한 고속도로 나들목이나, 합천읍내로 갈 차량은 이 나들목보다 고령 나들목을 이용하여 33번 국도를 타고 가는 게 더 빠르다.

## 연혁
- 1984년 6월 27일 : 88올림픽고속도로 담양 ~ 달성 구간 개통과 함께 영업 개시[1]
- 1999년 11월 2일 : 2001년 12월까지 나들목 요금소 설치를 위해 전라북도 남원시 월락동 ~ 경상남도 합천군 야로면 야로리 97.1km 구간 도로구역 변경[2]
- 2007년 9월 10일 : 88올림픽고속도로 담양 ~ 성산 구간 왕복 4차로 확장 공사로 인해 합천군 도시계획구역 교통광장에 야로면 금평리 일원을 해인사 나들목으로 고시[3]

## 구조물 정보
1984년 개통 당시 위치는 야로면 야로리와 매촌리에 걸쳐 있었다. 2015년 11월 88올림픽고속도로 확장 개통과 함께 현재의 위치로 이설되었으며, 기존 고속도로 본선 일부 구간을 나들목 진입로로 활용하고 있다.당시에 평면 Y자형 입체 교차로로 개통되어 있었다.
- 위치: 경상남도 합천군 야로면 금평리, 청계리
- 영업소: 경상남도 합천군 야로면 돈평길 34

## 접속하는 도로
- 지방도 제1084호선 (가야산로)
- 간접 연결 : 지방도 제1036호선 (미숭산로, 야로교 동단 이용)

## 사진
해인사 나들목
- 해인사 나들목 (2010년)
- 해인사 나들목 (2025년)
- 해인사 나들목 진출입로
- 해인사 나들목 진출입로

## 교통량 정보
| 요금소          | 통행량 (대/일) | 통행량 (대/일) | 통행량 (대/일) | 통행량 (대/일) | 통행량 (대/일) | 통행량 (대/일) | 통행량 (대/일) | 통행량 (대/일) | 통행량 (대/일) | 통행량 (대/일) | 각주  |
| 요금소          | 2001년         | 2002년         | 2003년         | 2004년         | 2005년         | 2006년         | 2007년         | 2008년         | 2009년         | 2010년         | 각주  |
| --------------- | -------------- | -------------- | -------------- | -------------- | -------------- | -------------- | -------------- | -------------- | -------------- | -------------- | ----- |
| 해인사 (폐쇄식) | 5,144          | 1,795          | 1,763          | 1,710          | 1,593          | 1,582          | 1,596          | 1,623          | 1,787          | 1,880          | [ 4 ] |
| 요금소          | 2011년         | 2012년         | 2013년         | 2014년         | 2015년         | 2016년         | 2017년         | 2018년         | 2019년         |                | [ 4 ] |
| 해인사 (폐쇄식) | 2,050          | 1,937          | 2,228          | 2,069          | 2,275          | 2,214          | 2,363          | 2,268          | 2,337          |                | [ 4 ] |